# Millville (Delaware)
Millville je gradić u američkoj saveznoj državi Delaware. Prema popisu stanovništva iz 2010. u njemu je živjelo 544 stanovnika.